# ليزا لوفين كونجسلي
ليزا لوفين كونجسلي (بالنرويجية: Lisa Loven Kongsli)‏ (و. 1979  م) هي ممثلة مسرحية، وممثلة أفلام نرويجية، ولدت في أوسلو.

## وصلات خارجية
- ليزا لوفين كونجسلي على موقع IMDb (الإنجليزية)
- ليزا لوفين كونجسلي على موقع ألو سيني (الفرنسية)
- ليزا لوفين كونجسلي على موقع قاعدة بيانات الأفلام السويدية (السويدية)
- ليزا لوفين كونجسلي على موقع قاعدة بيانات الفيلم (الإنجليزية)
- ليزا لوفين كونجسلي على موقع كينوبويسك (الروسية)

- ليزا لوفين كونجسلي في قاعدة بيانات الأفلام على الإنترنت